# Live: Walmart Soundcheck (album của Jonas Brothers)
Jonas Brothers: Live: Walmart Soundcheck CD+DVD là album trực tiếp đầu tiên của ban nhạc Jonas Brothers, là album thứ năm của họ được phát hành bởi hãng đĩa Hollywood Records và đồng thời cũng là album thứ ba của ban nhạc được phát hành trong năm 2009. Album được phát hành vào ngày 10 tháng 11 năm 2009 tại Mỹ, độc quyền bởi Walmart với giá 9.00 đôla. Live: Walmart Soundcheck ra mắt tại vị trí thứ 139 trên bảng xếp hạng của Mỹ vào tuần lễ ngày 28 tháng 11 năm 2009. Album được thu âm vào ngày 16 tháng 5 năm 2009 tại nhà hát El Rey Theatre ở Los Angeles, California. Việc thu âm được diễn ra trước khi Jonas Brothers khởi hành đến Nam Mỹ để thực hiện chuyến lưu diễn 2009 World Tour. Live: Walmart Soundcheck được tài trợ bởi Degree Girl.

## Danh sách bài hát

### Đĩa 1
1. S.O.S.
2. Poison Ivy
3. Lovebug
4. Paranoid
5. Turn Right
6. Burnin' Up

### Đĩa 2 (DVD) (Biểu diễn trực tiếp)
1. S.O.S.
2. Poison Ivy
3. Lovebug
4. Paranoid
5. Turn Right
6. Burnin' Up
7. Exclusive All Access Interview

- DVD có tổng độ dài 37 phút